# マンスフィールド伯爵
マンスフィールド伯爵（英: Earl of Mansfield）は、イギリスの伯爵、貴族。グレートブリテン貴族爵位。法曹家ウィリアム・マレーに対して2度創設されており、両爵位ともマレー家によって継承されている。

## 歴史

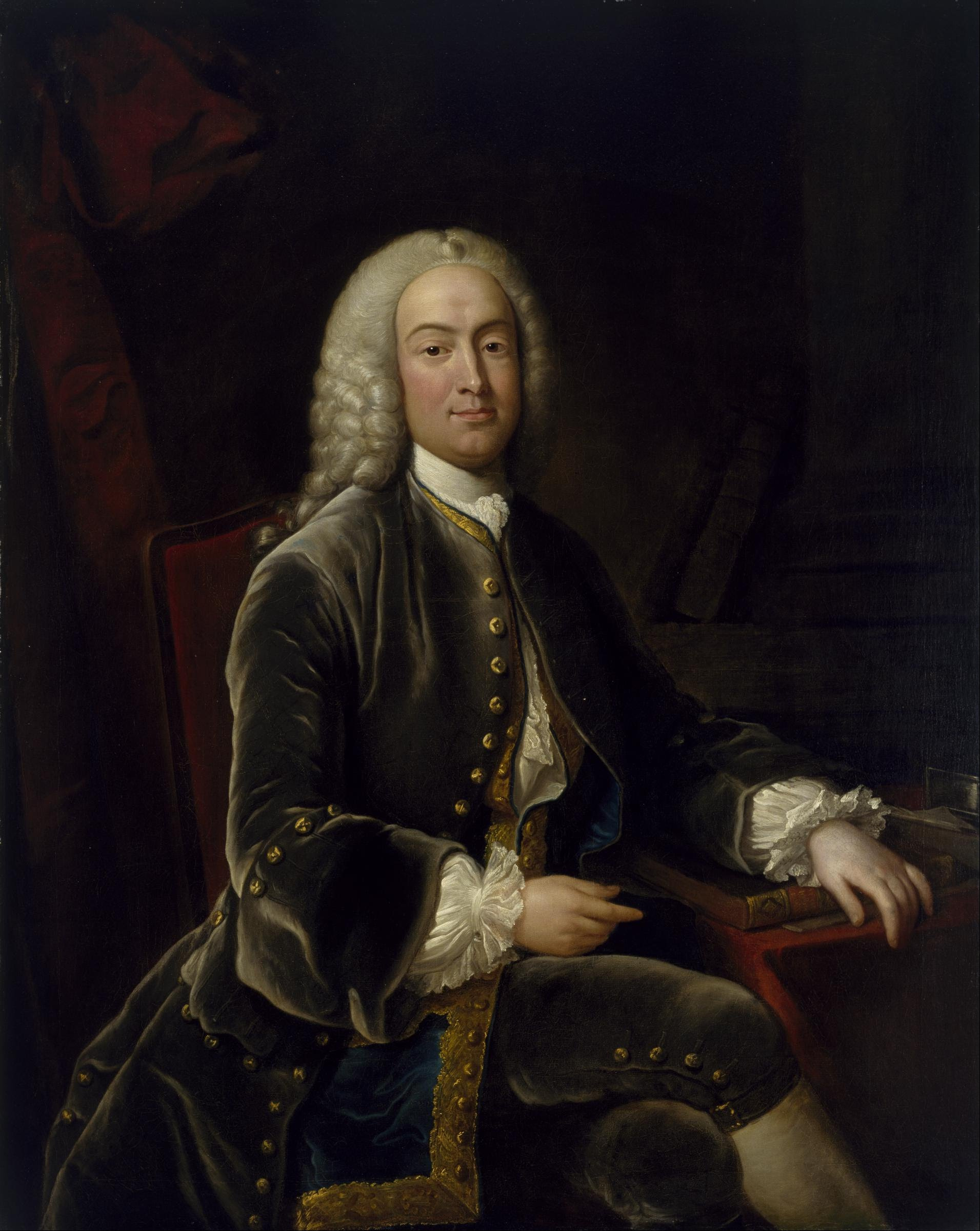
初代伯の肖像画

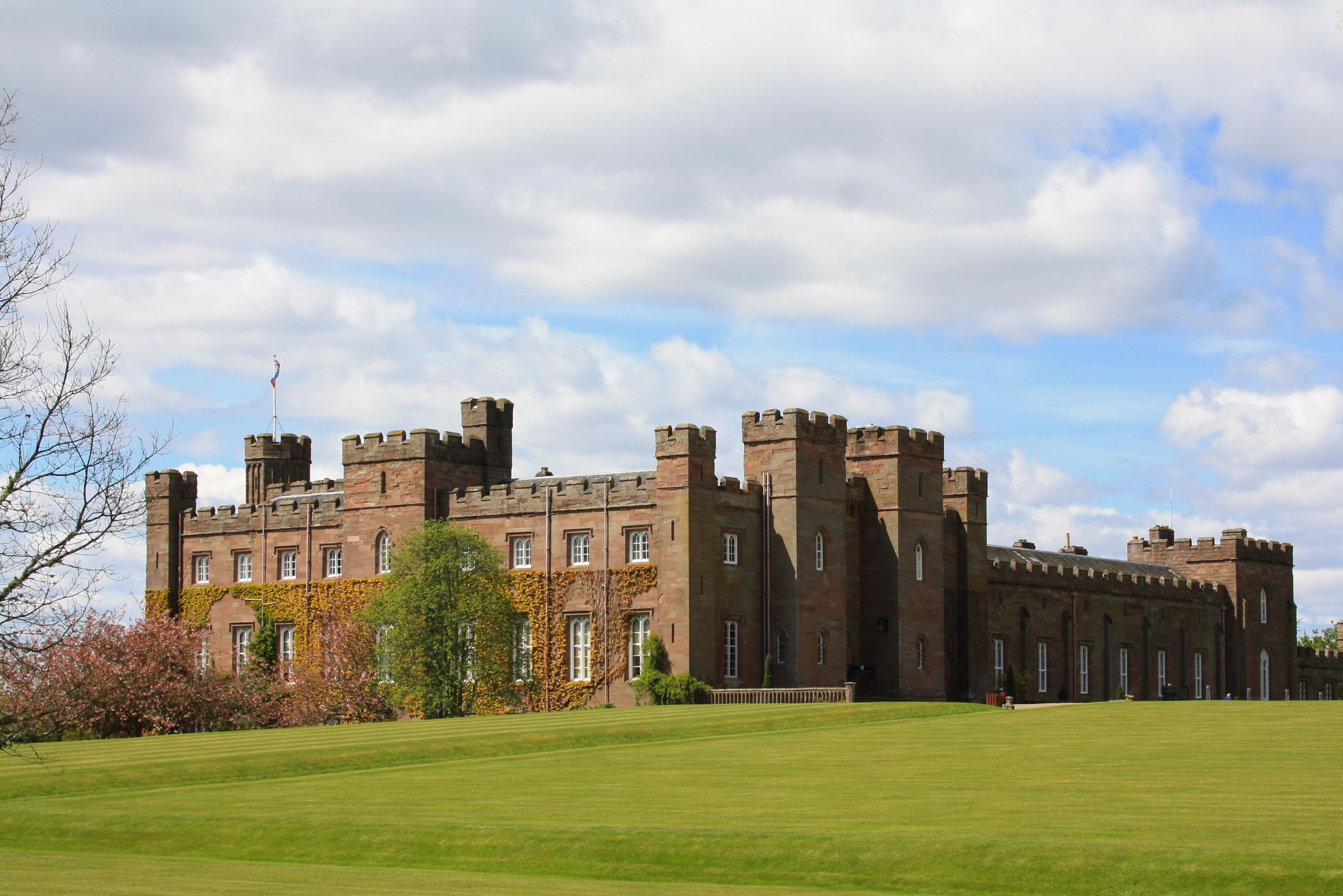
伯爵家の現邸宅スクーン・パレス。

法曹家ウィリアム・マレー(1705-1793)は王座裁判所主席裁判官に就任した直後の1756年11月8日にノッティンガム州マンスフィールドのマンスフィールド男爵(Baron Mansfield, of Mansfield in the County of Nottingham)に叙された。彼はさらに1776年にノッティンガム州マンスフィールドのマンスフィールド伯爵(Earl of Mansfield, of Mansfield in the County of Nottingham)に昇叙した。この爵位には甥の妻ルイーザと、その夫妻の男子にも継承を認める残余権が付与されていた。また、初代伯は公職を退いてケンウッド・ハウスに隠遁したのち、最晩年にあたる1792年にもミドルセックス州マンスフィールドのマンスフィールド伯爵(Earl of Mansfield, of Mansfield in the County of Middlesex)を授けられている。この爵位にも甥の第7代ストーモント子爵デイヴィッド・マレーへの相続を許す特別継承権が認められていた。彼が翌年に子のないまま死去すると男爵位は廃絶した一方、1776年創設の伯爵位は甥の妻ルイーザへ、1796年創設の伯爵位は甥デイヴィッドへとそれぞれ相続された。
その後、初代伯の甥夫妻の孫ウィリアム・デイヴィッド(1806-1898)は1840年に父(3代伯)から1776年創設の伯爵位を、1843年に祖母ルイーザから1796年創設の伯爵位をそれぞれ継承したため、これ以降の伯爵家当主は2つの伯爵位を帯びる。
その孫の5代伯ウィリアム・デイヴィッド(1860-1906)には子がなかったため、爵位は彼の弟アラン(6代伯)の系統に移行、現在に至るまで彼の直系男子によって継承され続けている。
その6代伯の曾孫にあたる9代伯アレクサンダー(1956-)がマンスフィールド伯爵家現当主である。

一族の邸宅はパース=キンロス州、スクーンに位置するスクーン・パレス。かつての邸宅には同州に所在するバルヴェアード城や、ロンドンのハムステッド地区にあるケンウッド・ハウスがあった。

## 現当主の保有爵位
現当主である第9代マンスフィールド伯爵アレクサンダー・マレーは以下の爵位を有する。
- 第8代ノッティンガム州マンスフィールドのマンスフィールド伯爵(8th Earl of Mansfield, of Mansfield in the County of Nottingham)
(1776年10月31日の勅許状によるグレートブリテン貴族爵位)
- 第9代ミドルセックス州マンスフィールドのマンスフィールド伯爵(9th Earl of Mansfield, of Mansfield in the County of Middlesex)
(1792年8月1日の勅許状によるグレートブリテン貴族爵位)
- 第14代ストーモント子爵(14th Viscount of Stormont)
(1621年8月16日の勅許状によるスコットランド貴族爵位)
- 第14代スクーン卿[註釈 3](14th Lord Scone)
(1605年4月7日の勅許状によるスコットランド貴族爵位)
- 第11代バルヴェアード卿(11th Lord Balvaird)
(1641年11月17日の勅許状によるスコットランド貴族爵位)

## 一覧

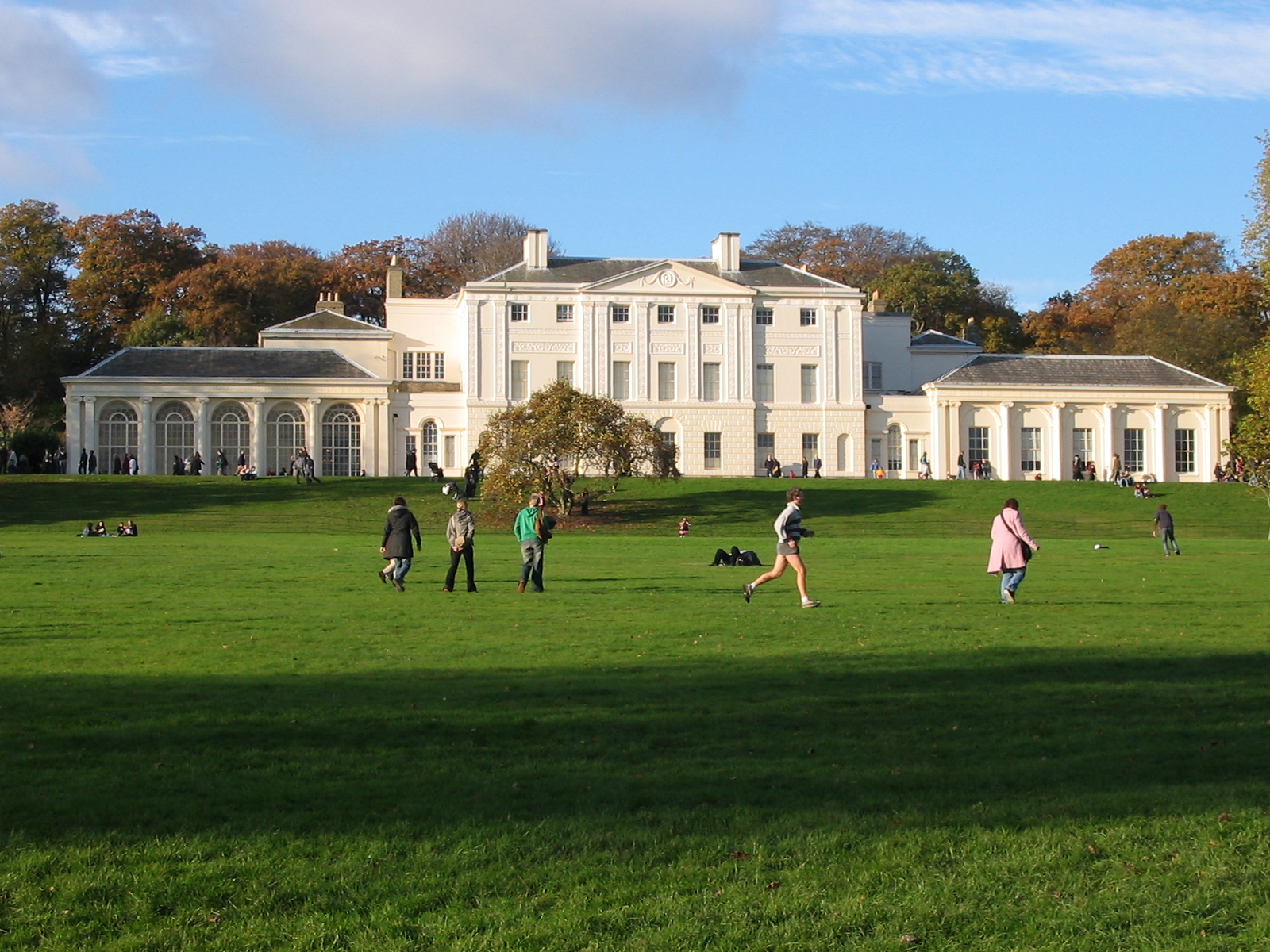
かつての一族の邸宅ケンウッド・ハウス。現在は美術館。

### マンスフィールド伯爵（1776年）
- 初代マンスフィールド伯爵ウィリアム・マレー（英語版） (1705–1793)
- 第2代マンスフィールド女伯爵ルイーザ・マレー（英語版） (1758–1843)
- 第3代マンスフィールド伯爵(第4代マンスフィールド伯爵)ウィリアム・デイヴィッド・マレー（英語版） (1806–1898)

以降の歴代伯爵は、下記のマンスフィールド伯爵(1792年)を参照。

### マンスフィールド伯爵（1792年）
- 初代マンスフィールド伯爵ウィリアム・マレー（英語版） (1705–1793)
- 第2代マンスフィールド伯爵デイヴィッド・マレー (1727–1796)
- 第3代マンスフィールド伯爵デイヴィッド・ウィリアム・マレー（英語版） (1777–1840)
- 第4代マンスフィールド伯爵ウィリアム・デイヴィッド・マレー（英語版） (1806–1898) (1843年に祖母からマンスフィールド伯爵位(1776年)継承)
- 第5代マンスフィールド伯爵ウィリアム・デイヴィッド・マレー (1860–1906)
- 第6代マンスフィールド伯爵アラン・デイヴィッド・マレー (1864–1935)
- 第7代マンスフィールド伯爵ムンゴ・マレー（英語版） (1900–1971)
- 第8代マンスフィールド伯爵ウィリアム・マレー（英語版） (1930–2015)
- 第9代マンスフィールド伯爵アレクサンダー・マレー（英語版） (1956-)

法定推定相続人は現当主の息子であるストーモント子爵(儀礼称号)ウィリアム・フィリップ・デイヴィッド・ムンゴ・マレー(1988-)。

### 註釈
1. ↑  伯爵位がストーモント子爵家出身の甥に相続されたことで、スクーン卿位とバルヴェアード卿位が従属爵位に加わっている。
2. ↑  ウィリアムの父である3代伯デイヴィッド(1777-1840)は父から「1796年創設の伯爵位」を継ぐことができたが、母ルイーザは長命であったことから、その生涯で母の持つ「1776年創設の伯爵位」を襲うことはなかった。
3. ↑  7代伯から9代伯にかけては、ストーモント子爵位ではなく本爵位を儀礼称号として用いた。